# اسکاتلند نک (کارولینای شمالی)
اسکاتلند نک (به انگلیسی: Scotland Neck) شهری در ایالت کارولینای شمالی کشور ایالات متحده آمریکا است که جمعیت آن در سرشماری سال ۲۰۱۰ میلادی، ۲٬۰۵۹ نفر بوده‌است.